# Love the Sin, Hate the Sinner
Love the Sin, Hate the Sinner — дебютный студийный альбом американской хард-рок супергруппы Saints of the Underground,  в состав которой вошли Джени Лэйн (экс-Warrant), Кери Келли (Alice Cooper, экс-Warrant), Робби Крэйн (Ratt) и Бобби Блотцер (Ratt). Диск издан 22 апреля 2008 года.

## Об альбоме
Love the Sin, Hate the Sinner был записан в студиях Бобби Блотцера (бас и ударные) и Кери Келли (гитара и вокал), и спродюсирован Келли, Блотцером и Джени Лэйном. Микшированием альбома занялся известный продюсер/звукоинженер Энди Джонс, который работал с такими группами, как The Rolling Stones и Led Zeppelin. Дополнительные бас-партии для альбома записал Чак Райт (Quiet Riot, House of Lords), а партии клавишных Рик Флорес из Stride.
Диск стал последним студийным альбомом, записанным и выпущенным Джени Лэйном, который умер 11 августа 2011 года.

## Список композиций
| №                   | Название                 | Длительность |
| ------------------- | ------------------------ | ------------ |
| 1.                  | «Dead Man Shoes»         | 2:45         |
| 2.                  | «Tomorrow Never Comes»   | 3:16         |
| 3.                  | «All In How You Wear It» | 4:25         |
| 4.                  | «Good Times»             | 3:58         |
| 5.                  | «Exit»                   | 2:45         |
| 6.                  | «American Girl»          | 3:46         |
| 7.                  | «Signs of Life»          | 2:59         |
| 8.                  | «Bruised»                | 3:38         |
| 9.                  | «Moonlight Mile»         | 5:15         |
| 10.                 | «Jimmy»                  | 3:54         |
| Общая длительность: | Общая длительность:      | 36:40        |

## Участники записи
- Джени Лэйн — вокал
- Кери Келли — гитара
- Робби Крэйн — бас-гитара
- Бобби Блотцер — ударные

Дополнительные музыканты
- Чак Райт  — бас-гитара
- Рик Флорес — клавишные